# 宽额蚤属
宽额蚤属（学名：Euryalona）为盤腸蚤科的一个属。

## 下属物种
本属包括以下物种：
- Euryalona fasciculata Daday, 1905
- 东方宽额蚤 Euryalona orientalis (Daday, 1898)